# Bolbonota pusio
Bolbonota pusio är en insektsart som beskrevs av Ernst Friedrich Germar. Bolbonota pusio ingår i släktet Bolbonota och familjen hornstritar. Inga underarter finns listade i Catalogue of Life.